# Enmerkar
Enmerkar byl bájný vládce města Uruk.
Podle sumerského seznamu králů je uváděn v druhé dynastii po potopě, podle některých jiných informací měl vládnout v první popotopní dynastii. 
Podle těchto seznamů měl vládnout 420 let, během této vlády měl obnovit Uruk. Jeho původ byl odvozován od boha Utua.
Za jeho syna byl považován Lugalbanda (otec Gilgameše).

## Mýty
Enmerkar a pán Aratty – Jedná se o jednu z nejdelších sumerských epických básní. Enmenkar je zde vylíčen jako pokojný vládce, jehož země všestranně prospívá, Aratta (někde v Íránu) o vládu tolik nedbá. Tito dva vládci spolu obchodují, protože Sumer potřebuje kámen a dřevo, za které do Aratty dodává obilí a látky. Sumer je v obchodu úspěšnější, a tak se Aratta dostala do podřízenějšího postavení. Jednou se Enmerkar rozhodl postavit Inanně nový chrám, ale na to potřeboval dřevo a kámen. Když to s Inannou probíral, tak mu poradila, ať žádá kromě kamene a dřeva ještě pracovní síly, jinak ať hrozí vojenskou intervencí. To se králi Aratty nelíbilo a řekl, že to splní, až mu obilí dovezou v síťových pytlích. Sumerové po poradě s bohy poslali hladovějící Arattě naklíčené obilí – asi slad. Poté vládce Aratty chce žezlo, které není ze dřeva, kovu, ani kamene – Sumerové opět na radu bohů pošlou žezlo z rákosu. Nakonec díky Inanně dojde ke smíru – Inanna přesvědčí Enmerkara, že při obchodu nikdo nesmí být vydírán.
 